# 東三省
東三省（とうさんしょう、満洲語：ᡩᡝᡵᡤᡳ
ᡳᠯᠠᠨ
ᡤᠣᠯᠣ、転写：dergi ilan golo）は、清の奉天省・吉林省・黒竜江省を指す呼称で、20世紀半ばまで使われていた。

## 東三省の成立
清朝は故地である満洲の地を神聖なものと定めており、ムクデン（盛京、現在の遼寧省瀋陽市）・吉林・黒竜江のそれぞれに将軍を配置していた。3将軍の中では、副都格の盛京を預かる盛京将軍が一番の高位だった。これらの将軍の支配域が東三省のそれぞれの起源である。後に、盛京は奉天・瀋陽と時代によって名を変えた。　
3将軍制時代は省とは別制度なのに、すでに別称として中国語で「東三省」と呼ばれた。:71907年、3将軍がそれぞれ奉天巡撫・吉林巡撫・黒竜江巡撫に変わって、中国本土と同じ省制となった。また、3つの省を統括する東三省総督が置かれた。:313

## 東九省
1945年、日中戦争が決着したので、中華民国政府は「東三省」にかえて以下の「東九省」にしようとした（東北新省区方案）。
1. 遼寧省
2. 安東省
3. 遼北省
4. 吉林省
5. 松江省
6. 合江省
7. 黒竜江省
8. 嫩江省
9. 興安省

しかし、旧満洲国地域はソ連軍によって占領され、そこからの中国共産党の事実上の支配地として多くが引き継がれ、また、国共内戦の再燃のため、これらは十分には施行されなかった。